# Sergi Cervera i Casademont
Sergi Cervera i Casademont (Barcelona, 25 d'abril de 1985) és un actor, productor i director català. És conegut per imitar Albert Rivera i Raül Romeva al Polònia. Ha participat en alguns episodis de sèries com Hospital Central (2011), La Riera (2014), Cites (2015), El Caso (2016), Merlí (2017) i Centro médico (2018). És el director i productor de Jo també em quedo a casa, sèrie de TV3 ambientada en la pandèmia per coronavirus de 2019-2020, on també interpreta Muç. L'any 2019 va interpretar un dels papers principals de la pel·lícula Tocats pel foc, dirigida per Santiago Lapeira.